# Mem Viegas de Sousa
D. Mem Viegas de Sousa (1070 - 1130) foi um Rico-homem que viveu na transição do Condado Portucalense para o Reino de Portugal, foi Governador da vila de Santa Cruz de Riba Tâmega e castelão do Castelo de Santa Cruz de Riba Tâmega. Deteve o Senhorio de Sousa e de onde provém o apelido Casa de Sousa. Devido aos casamentos dos seus filhos deu origem a uma vastíssima descendência que tornou o apelido Sousa num dos mais comuns da Língua Portuguesa.

## Relações familiares
Foi filho de D. Egas Gomes de Sousa (1035 -?) e de Gontinha Gonçalves da Maia (1040 -?). Casou com D. Teresa Fernandes de Marnel (1070 -?), de quem teve:
1. D. Gonçalo Mendes de Sousa (1120 – 25 de Março de 1190), “o Bom” casou por três vezes, a primeira com D. Urraca Sanches de Celanova (1120 -?), filha de Sancho Nunes (1070 – 1130), a segunda com D. Dórdia Viegas (1130 -?), filha de Egas Moniz, o aio e a terceira com Sancha Alvarez de Astúrias.
2. D. Soeiro Mendes de Sousa “O Grosso” (c. 1100 – 1137).
3. D. Chamôa Mendes de Sousa (1085 -?) casou com Gomes Mendes Guedeão (1070 -?), filho de Mem Guedaz Guedeão (1040 -?) e de Sancha,
4. D. Gontinha Mendes (1100 -?) Casou com D. Mem Moniz de Riba Douro (c. 1100 -?), filho de Monio Ermiges (1050 -?), senhor de Ribadouro e de Ouroana (1060 -?),
5. D. Urraca Mendes de Sousa (1100 – 1160) casou com D. Egas Fafes de Lanhoso filho de Fáfila Lucides (1080 -?) e de Dórdia Viegas (c. 1080 -?), senhora da Quinta de Sequeiros.